# Merosargus elatus
Merosargus elatus är en tvåvingeart som beskrevs av Charles Howard Curran 1932. Merosargus elatus ingår i släktet Merosargus och familjen vapenflugor. Inga underarter finns listade i Catalogue of Life.